# Вілла Млодзієвських
Садиба Млодзієвських — пам'ятка архітектури місцевого значення у селі Степанівка Коростенський район Житомирська область.

## Історія
1910 року в Степанівці було відкрито однокласну земську школу. Вона була розміщена в будинках поміщика Людвіка Львовича Млодзієвського. 1918 року в будинку колишнього землевласника було відкрито школу. 

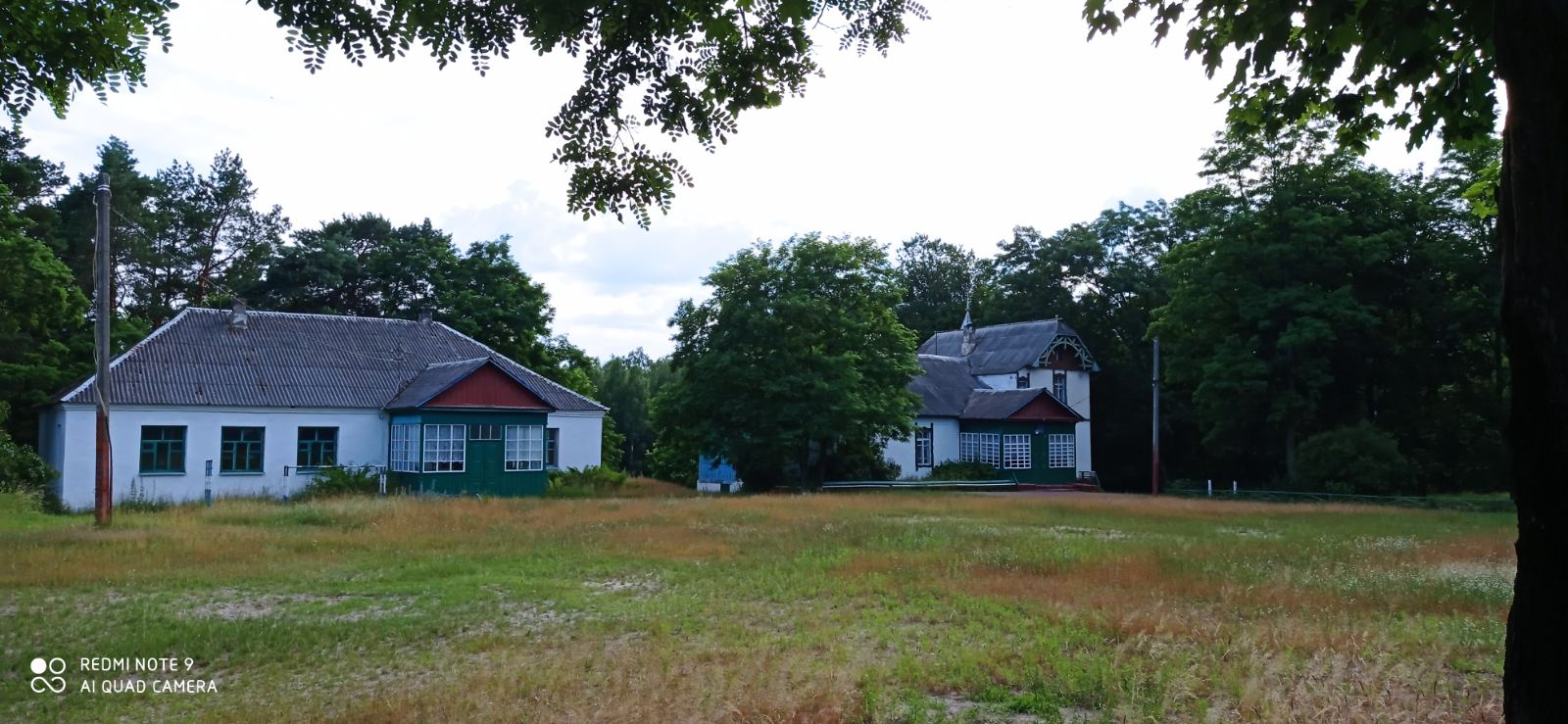

Наприкінці XIX століття Млодзієський вирішив побудувати для своєї доньки літній маєток у своїх володіннях (у межах теперішнього села Степанівка). Спочатку був висаджений фруктовий сад. Замовлялися рідкісні сорти плодових дерев, «заморські» види дерев, кущів для майбутнього парку, який був заснований у 2-й половині XVIII століття і розташовувався по обох берегах річки Жерев.
За даними каталогу «Природно-заповідний фонд Житомирської області» (1982 рік) площа парку сягала 8 га. За традиціями створення парків у той час парк поміщика був створений алеями з одного виду дерев або кущів. Так у селі Степанівка збереглася букова алея, в якій, за словами директора Степанівської школи Каменчука Григорія Івановича, він та його однолітки в дитинстві каталися на санчатах.
Пам'яткою природи місцевого значення є й біогрупа ялини європейської в Степанівці, яка залишилася від парку родини Млодзієвських.
Алеями від помістя по різні сторони маєтку були розміщені десятки сортів бузку.
На лівому березі річки Жерев від будинку спускалися мармурові східці, по боках яких росли різнокольорові фотми бузку. Річка була мілководною: по камінчиках можна було перейти на інший берег і прогулятися алеями парку правого берега річки.
Нині збереглися лише деякі сорти бузку та фруктових дерев у садках місцевих жителів. На території колишнього панського парку (за даними вище вказаного каталогу) росте 959 дерев 14 видів віком 120—150 років.
Сама ж вілла Млодзієвських неформальна місцева пам'ятка архітектури. Будівля споруджена у мотивах міського конструктивізму, дійшла до нас у майже незміненому вигляді. Особливо гарний вигляд будинок має з боку річки та парку. Фактично з цього боку він має три поверхи і декоративну вежечку. Цікаво, що в оформленні фасадів цієї будівлі вдалося поєднати традиції поліської дерев'яної архітектури.
В цьому будинку безумовно бували і відпочивали близькі родичі його господарки Марії Львівни Млодзієвської (яка була акторкою, режисеркою та художньою керівницею театрів, педагогом, деканом драматичного відділення Державної музичної консерваторії міста Познань. Цікаво, що мама Марії — Валентина, до шлюбу була піаністкою) відомий вітчизняний вчений Владислав Корнелійович Млодзієвський(професор математики Московського університету) та його діти та родичі. Батько Владислава Корнелій був відомим професором медицини. Окрім Степанівки, Млодзієвські володіли Липниками, Лугинками, Малахівкою, а також селами нинішнього Овруцького району сіл Прибитки і Красилівка.
Історію цієї родини дослідив і висвітлив Степан Кіндратович Василюк — член Національної спілки журналістів України, Лауреат обласного конкурсу «Журналіст року» нагороджений «Золотою медаллю української журналістики», житель Лугинської громади, який багато років очолював районну газету «Промінь». Розповідь неймовірно цікава, захоплююча, глибока, прониклива.